# Каррар (танк)
Каррар (перс. کرار‎ — Атакующий) — иранский основной боевой танк.

## История создания и производства
Танк был представлен 12 марта 2017 года на одной из площадок иранской Организации военной промышленности в Тегеране. На показе также присутствовал глава иранского военного ведомства Хоссейн Дехкан.
Внешне танк похож на российский Т-90АМ, что сразу вызвало предположение, что он является копией данного танка. Однако данные о проекте сообщают, что Каррар является самостоятельной разработкой и основывается на некоторых российских проектах.
Также в 2017 году было объявлено о начале серийного производства танков Каррар, однако производственные возможности Ирана могут не позволить производить и выпускать танки данного типа по намеченному плану. Сейчас самым массовым танком иранского производства является Зульфикар, но даже этот танк с 1996 года был выпущен в количестве менее трёх сотен машин.
Производится также модернизация танков Т-72 сухопутных войск Ирана с использованием элементов танка «Karrar» (которые получают наименование Т-72F).

## Описание конструкции

### Броневой корпус и башня
Бронированние корпуса дифференцированное, сам корпус по конструкции и форме напоминает корпус танка Т-72. Компоновка классическая. Лобовая броня комбинированная с высоким уровнем защиты.
Каррар имеет комплекс навесного оборудования, предназначенного для усиления собственной брони. Лоб корпуса практически полностью покрыт блоками динамической защиты. Борта корпуса прикрыты блоками динамической защиты меньшего размера. Борта моторного отсека прикрыты решётчатыми экранами. Корма дополнительной защиты не имеет.
Башня сварная многоугольной формы. Она имеет небольшие по площади центральные лобовые листы с амбразурой, по бокам от которых находятся более крупные боковые, помещённые под углом к продольной оси. Борта также монтируются под углом, образуя сужающую структуру. Вся лобовая проекция башни оснащается блоками динамической защиты, образующими структуру клиновидного профиля. На крыше и бортах такая защита отсутствует. Кормовая ниша сбоку и сзади прикрыта решётчатыми экранами.
Экипаж состоит из трёх человек: механика-водителя, командира и наводчика.

## Страны-эксплуатанты
- Иран